# VO2max

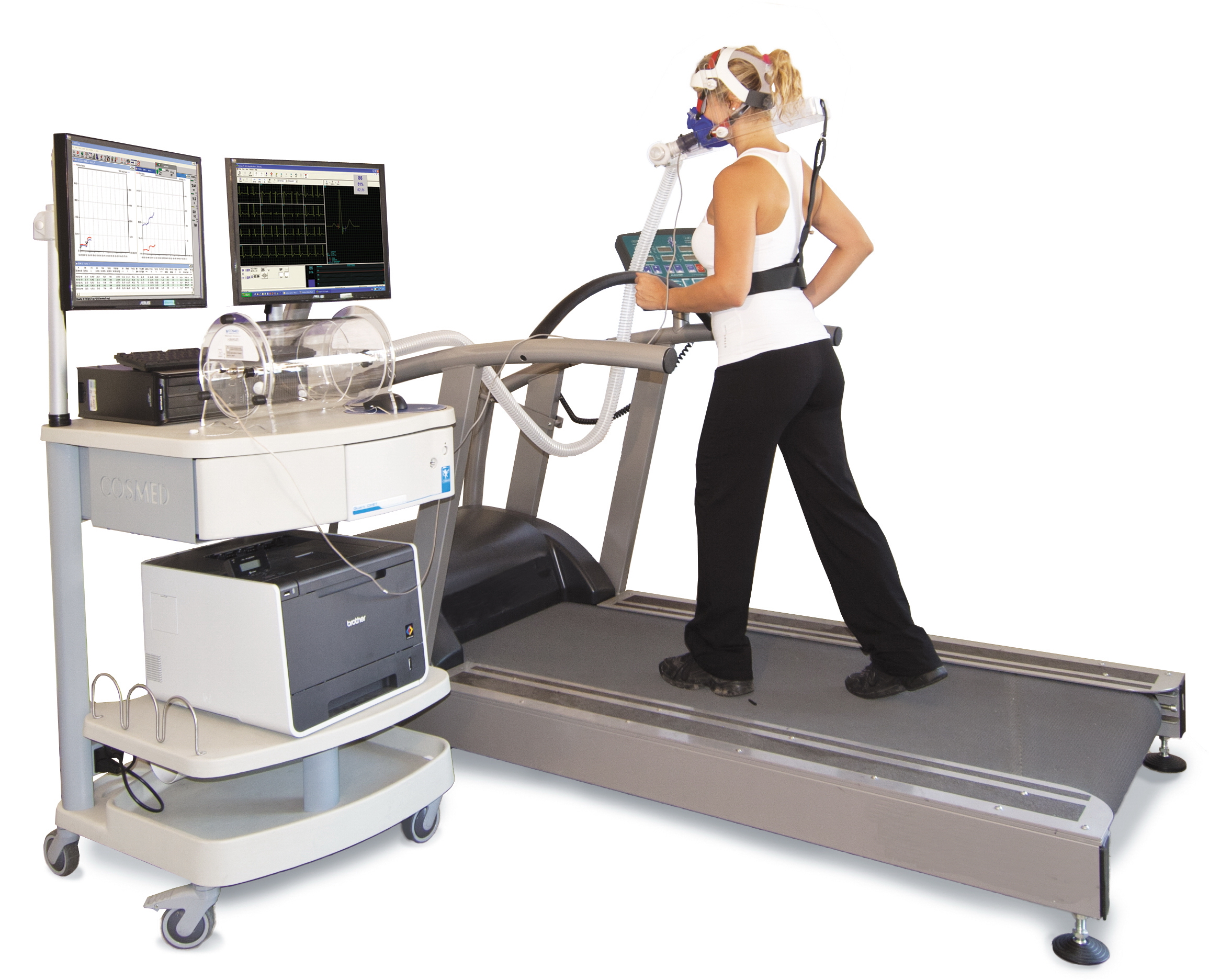
Bepaling van het maximale zuurstofopnamevermogen

De V̇O2max of het maximale zuurstofopnamevermogen is het maximale volume (V) zuurstofgas (O2) dat het menselijk lichaam per tijdseenheid kan transporteren en metaboliseren bij lichamelijke inspanning, gemeten op zeeniveau. De waarde van de V̇O2max is een indicatie van iemands fysieke conditieniveau.
De V̇O2max wordt uitgedrukt in een absolute waarde van aantal liters zuurstof per minuut (l/min) of een relatieve van aantal milliliters zuurstof per kilogram lichaamsgewicht per minuut (ml/kg/min). De laatste methode wordt vaak gebruikt om het uithoudingsvermogen van atleten onderling te kunnen vergelijken.

## Het vaststellen van de V̇O2max

#### Nauwkeurige meting bij toenemende inspanning
De V̇O2max kan nauwkeurig worden bepaald door bij langdurige en oplopende intensieve lichamelijke inspanning de zuurstofinname en -uitstoot te meten. De V̇O2max is bereikt als de hoeveelheid opgenomen zuurstof niet stijgt, ondanks een toenemende inspanning. Een dergelijke meting vindt meestal plaats op een loopband of een fietsergometer. Aangezien het bepalen van de VO2max gevaarlijk kan zijn op deze toestellen, want het lichaam wordt tot het uiterste ingespannen, dient een meting te worden uitgevoerd onder medisch toezicht, bijvoorbeeld in een Sportmedisch Adviescentrum.

#### Berekening volgens principe van Fick
De Duitser Adolf Fick heeft al in de 19e eeuw een techniek ontwikkeld om de VO2max te bepalen.
Dit Principe van Fick luidt als volgt:
{\displaystyle \mathrm {VO_{2}\;max} =Q(\mathrm {CaO_{2}} -\mathrm {CvO_{2}} )}
waarbij de gemeten waarden zijn verkregen bij maximale fysieke inspanning.
Q staat voor het hartminuutvolume (de hoeveelheid bloed die het hart per minuut rondpompt); CaO2 is het arterieel zuurstofgehalte (de hoeveelheid zuurstof in het bloed afkomstig van het hart), CvO2 is het veneus zuurstofgehalte (de hoeveelheid zuurstof in het bloed richting het hart).
Een op deze wijze vastgestelde V̇O2max is zeer nauwkeurig, maar wordt om praktische redenen (er moet bloed worden afgenomen bij hoge lichamelijke inspanning) uitsluitend bij wetenschappelijk onderzoek gebruikt.

#### Coopertest
Een andere methode, waarmee men hooguit tot een schatting van de V̇O2max kan komen, is de coopertest. Daarbij moet in 12 minuten een zo groot mogelijke afstand hardlopend worden afgelegd. Met de formule:
{\displaystyle \mathrm {VO_{2}\;max} ={d_{12}-505 \over 45}}
waarbij d12 staat voor de afgelegde afstand in meters, kan een inschatting worden gemaakt van de V̇O2max (in ml/kg/min).

#### Formules gebaseerd op hartslag en in consumentenelektronica
Om snel een schatting van de V̇O2max te maken, zijn verschillende formules gebaseerd op maximale hartslag in gebruik. Deze formules geven een schatting en zijn dus weinig betrouwbaar.
Een voorbeeld van een formule is: V̇O2max = 15 * HRmax / HRrust
Ook in consumentenelektronica, zoals sporthorloges, zitten tests ingebouwd om de V̇O2max te bepalen. Deze tests zijn gebaseerd op hartslag- en trainingsgegevens, maar geven doorgaans ook slechts een schatting. Daarnaast bestaan er apps die ook een grove schatting kunnen geven, wat bijvoorbeeld bij teamsport weleens wordt gebruikt.

## Typische waarden
De gemiddelde waarde van de V̇O2max bij ongetrainde mannen ligt tussen 35 en 40 ml/kg/min. Bij vrouwen ligt dit gemiddeld tussen 27 en 31 ml/kg/min.
Topsporters, met name duursporters, kunnen waarden bereiken die tussen 65 en 90 ml/kg/min liggen.